# Celano (famiglia)
La famiglia Celano (talvolta preceduta dalla preposizione da) è stata una famiglia nobile italiana. Fu una delle sette grandi casate del Regno di Napoli.

## Storia

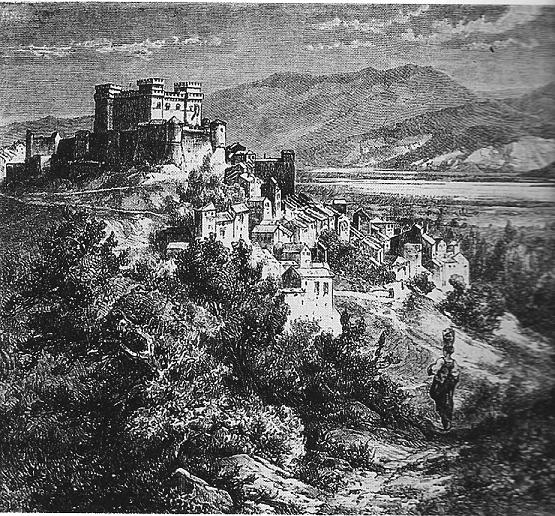
Ritratto ottocentesco del Castello Piccolomini di Celano, principale dimora della famiglia

La famiglia Celano ebbe origine dalla casata degli Ocre, a sua volta discendente da quella dei Berardi, noti come Conti dei Marsi. Il fondatore fu Oderisio di Ocre, il quale, entrato in possesso della contea di Celano, grazie alla legge longobarda del XII secolo che consentiva di cambiare il proprio cognome col nome del feudo, cambiò il proprio cognome in Celano. I Celano hanno governato la contea per tre secoli. La famiglia si estinse nella linea maschile nel 1422 con Pietro III, mentre per via di donna nella seconda metà dello stesso secolo con Jacovella, andata in sposa nel 1440 a Lionello Accrocciamuro.

## Albero genealogico
Di seguito è riportato l'albero genealogico della famiglia Celano dal fondatore Oderisio di Ocre, vissuto nel XII secolo, fino all'ultima discendente Jacovella, deceduta prima del 1471, per la maggior parte stilato secondo le ricostruzioni degli storici Francesco Zazzera e Scipione Ammirato:
|         |         |          |                 |                 |          |          |          |          |           |           |           |           |           |           |          |          |         |          |          |
|         |         |          |                 |                 |          |          |          |          |           |           |           |           |           |           |          | Oderisio |         |          |          |
|         |         |          |                 |                 |          |          |          |          |           |           |           |           |           |           |          |          |         |          |          |
|         |         |          |                 |                 |          |          |          |          |           |           |           |           |           |           |          |          |         |          |          |
|         |         |          |                 |                 |          |          |          |          |           |           |           |           |           | Oddone    | Oddone   | Pietro   | Pietro  | Giovanni | Giovanni |
|         |         |          |                 |                 |          |          |          |          |           |           |           |           |           |           |          |          |         |          |          |
|         |         |          |                 |                 |          |          |          |          |           |           |           |           |           |           |          |          |         |          |          |
|         |         |          |                 |                 |          |          |          |          |           |           | Pietro    | Pietro    | Riccardo  | Riccardo  | Nicolò   | Nicolò   | Ligorio | Ligorio  |          |
|         |         |          |                 |                 |          |          |          |          |           |           |           |           |           |           |          |          |         |          |          |
|         |         |          |                 |                 |          |          |          |          |           |           |           |           |           |           |          |          |         |          |          |
|         |         |          |                 |                 |          |          |          |          |           | Berardo   | Berardo   | Gualtiero | Gualtiero | Ruggero   | Ruggero  | Dianora  | Dianora |          |          |
|         |         |          |                 |                 |          |          |          |          |           |           |           |           |           |           |          |          |         |          |          |
|         |         |          |                 |                 |          |          |          |          |           |           |           |           |           |           |          |          |         |          |          |
|         |         |          |                 |                 |          |          |          |          |           |           |           | Tommaso   | Tommaso   | Antonio   | Antonio  | Filippa  | Filippa |          |          |
|         |         |          |                 |                 |          |          |          |          |           |           |           |           |           |           |          |          |         |          |          |
|         |         |          |                 |                 |          |          |          |          |           |           |           |           |           |           |          |          |         |          |          |
|         |         |          |                 |                 |          |          |          |          |           | Ruggero   | Ruggero   | Francesca | Francesca | Isabella  | Isabella |          |         |          |          |
|         |         |          |                 |                 |          |          |          |          |           |           |           |           |           |           |          |          |         |          |          |
|         |         |          |                 |                 |          |          |          |          |           |           |           |           |           |           |          |          |         |          |          |
|         |         |          |                 |                 |          |          |          | Pietro   | Pietro    | Matteo    | Matteo    | Paolo     | Paolo     |           |          |          |         |          |          |
|         |         |          |                 |                 |          |          |          |          |           |           |           |           |           |           |          |          |         |          |          |
|         |         |          |                 |                 |          |          |          |          |           |           |           |           |           |           |          |          |         |          |          |
|         |         |          |                 |                 |          |          | Nicolò   | Nicolò   | ...       | ...       |           |           |           |           |          |          |         |          |          |
|         |         |          |                 |                 |          |          |          |          |           |           |           |           |           |           |          |          |         |          |          |
|         |         |          |                 |                 |          |          |          |          |           |           |           |           |           |           |          |          |         |          |          |
|         | Pietro  | Pietro   | Francesca/Cecca | Francesca/Cecca | Giovanna | Giovanna | Isabella | Isabella | Angelella | Angelella | Antonella | Antonella | Jacovella | Jacovella |          |          |         |          |          |
|         |         |          |                 |                 |          |          |          |          |           |           |           |           |           |           |          |          |         |          |          |
|         |         |          |                 |                 |          |          |          |          |           |           |           |           |           |           |          |          |         |          |          |
| Berardo | Berardo | Giovanni | Giovanni        |                 |          |          |          |          |           |           |           |           |           |           |          |          |         |          |          |

## Feudi
La famiglia Celano ha posseduto, in periodi di tempo diversi, un totale di 3 contee e 22 baronie.